# El teatro y su doble
El teatro y su doble (en francés: Le théâtre et son double) es uno de los ensayos más reconocidos del dramaturgo, director de teatro y actor francés Antonin Artaud (1896-1948), publicado originalmente en París en 1938.
El libro constituye las bases teóricas del movimiento teatral, creado por él mismo, denominado teatro de la crueldad.
El director francés Jean-Louis Barrault dijo de esta obra que debe ser:

«Lo más importante que se haya escrito sobre el teatro en el siglo XX... Es necesario leerlo y releerlo. Artaud es el metafísico del teatro.»
Jean-Louis Barrault